# モーネガルム
モーネガルム (スウェーデン語: Månegarm）は、スウェーデン出身のヴァイキングメタル・バンド。
バンド名は、北欧神話に登場する狼・マーナガルム (古ノルド語：Mánagarm、スウェーデン語: Månegarm）に由来する。
ヘヴィメタルバンドとしては珍しく、ドラマーのエリク・グラウシオがメインボーカルも兼任していた。

## 略歴
1995年の暮、スウェーデンの首都近くの街・ノルテリエで結成。結成時のメンバーは、スヴェンネ・ルーセンダール (Vo)、ヨナス・アルムクイスト (G)、ピエール・ヴィルヘルムソン (B)の3名。結成後間も無く、エリク・グラウシオ (Ds)、モールテン・マットソン (G)が加入5人体制となる。結成当初のバンド名は、アンチクライスト (Antikrist)であったが、極短期間でモーネガルム (Månegarm)にバンド名を変更している。1996年には1stデモ『Vargaresa』をリリース。しかし、間も無くスヴェンネ・ルーセンダールが脱退。イェオルイオス・カラリスというボーカリストを起用したりモールテン・マットソンがボーカルを兼任したりしたものの、上手くいかずモールテン・マットソンも極短期間で脱退。ヨニー・ラニング (Vo)とマルクス・アンデ (G)が加入して1997年に2ndデモ『Ur nattvindar』をリリース。このデモがきっかけとなり、オランダのディスプリーズド・レコードと契約。しかし、ボーカリストのヨニー・ラニングが脱退。ヴィクトル・ヘムグレン (Vo)が加入。1998年に1stアルバム『Nordstjärnans tidsålder』をリリースしデビューを飾った。同アルバムはディスメンバーのプロデューサーとして知られるトーマス・スコグスベリを起用し、スコグスベリの所有するサンライト・スタジオでレコーディングを行っている。間をおかずして2ndアルバムのレコーディングに取り掛かるが、スタジオのトラブルに加えてボーカリストのヴィクトル・ヘムグレンともトラブルが起こり、レコーディングが数か月間ストップする。結局、ヴィクトル・ヘムグレンが解雇され、ボーカルをエリク・グラウシオが兼任することになり、更にスタジオをアンダーグラウンド・スタジオに移すことになる。1stアルバムでゲスト参加していたヤンネ・リリェクヴィスト (Violin、Cello、Flute)が加入し、レコーディングを再開。2000年に2ndアルバム『Havets vargar』をリリース。2003年に3rdアルバム『Dödsfärd』、2005年に4thアルバム『Vredens tid』をリリースする。2006年にはアコースティックEP『Urminnes hävd - The Forest Sessions』もリリースしている。
スウェーデンのブラック・ロッジ・レコードに移籍して、2007年に5thアルバム『Vargstenen』をリリース。更にリゲイン・レコードに移籍して2009年に6thアルバム『Nattväsen』をリリース。この後、専任ドラマーとしてヤコブ・ハレグレンを迎える。ヤコブの加入でエリク・グラウシオがボーカル専任となるが、間もなく創設メンバーのピエール・ヴィルヘルムソンが脱退したため、エリク・グラウシオがベースを兼任することとなる。2012年にヤンネ・リリェクヴィストが脱退し、これ以降のヴァイオリンパートなどはセッションメンバーを起用することとなる。オーストリアのナパーム・レコードに移籍して2013年に7thアルバム『Legions of the North』をリリース。同アルバムは、モーネガルムのアルバムの中で初めて英語のタイトルが付いたものとなった。2015年に8thアルバム『Månegarm』をリリース。同アルバムはルビコン・ミュージックから邦題『月喰狼』として日本盤がリリースされ、日本デビュー盤となった。また同年には、ディスプリーズド・レコードからリリースされたアルバムがブラック・ロッジ・レコードからリマスターの上再発されている。
2016年11月、長年にわたりバンドを支えてきたヨナス・アルムクイストの脱退が発表された。脱退の理由は健康上の問題である。バンドはサポートメンバーを加えてツアーを行うことを発表した。後任は加入せず活動を継続し、2019年4月に9thアルバム『Fornaldarsagor』をリリースした。

## メンバー

### 現ラインナップ
- エリク・グラウシオ (Erik Grawsiö) - ボーカル/ベース (1995 - )
加入当初はドラムス専任。ヴィクトル・ヘムグレンの脱退後からボーカル兼ドラムスを担当。ヤコブ・ハレグレンの加入によってボーカル専任となるが、ピエール・ヴィルヘルムソンの脱退によってボーカル兼ベースとなった。
- マルクス・アンデ (Markus Andé) - ギター (1996 - )
- ヤコブ・ハレグレン (Jacob Hallegren) - ドラムス (2009 - )
アングレップでも活動。

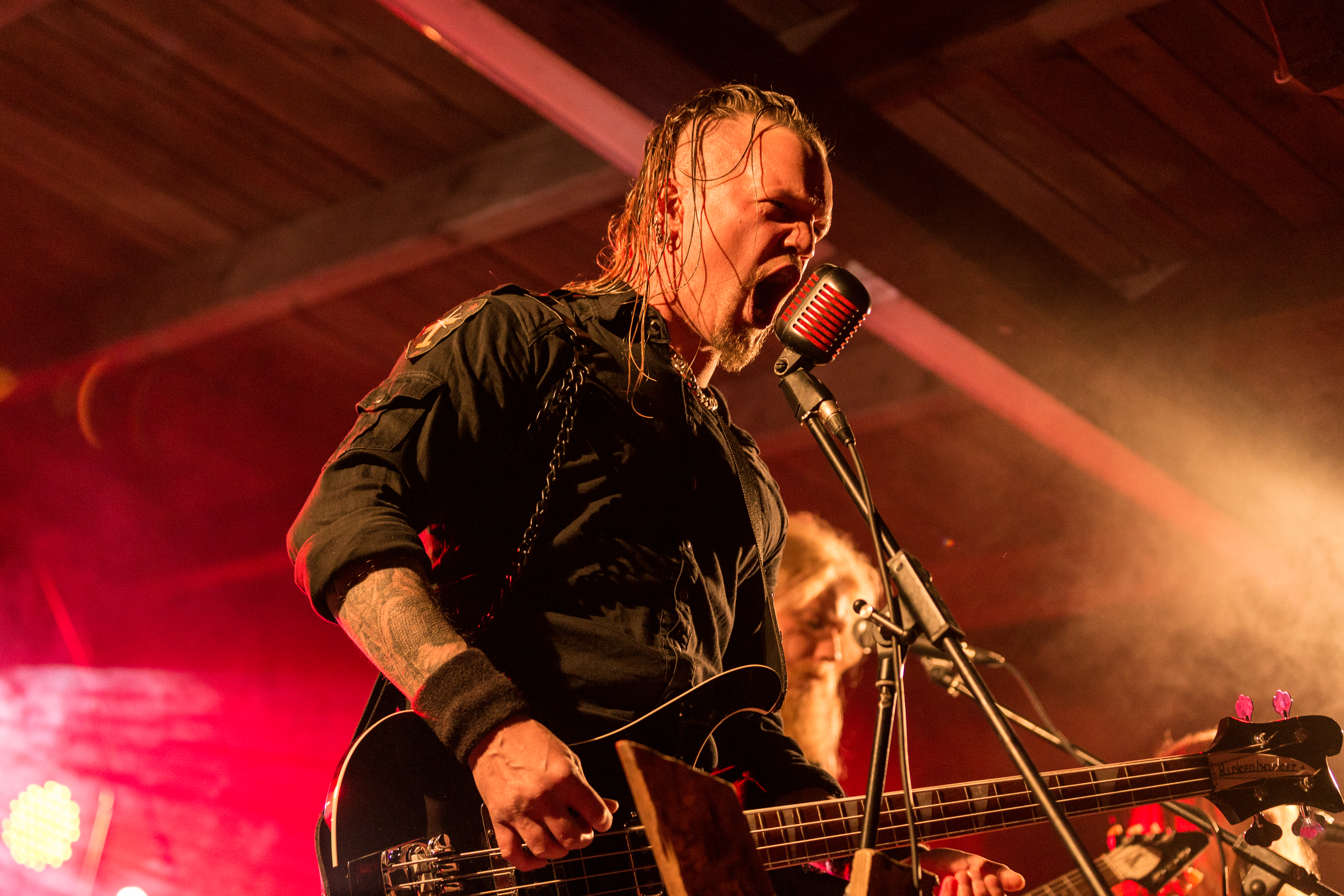
エリク・グラウシオ(Vo/B) 2017年
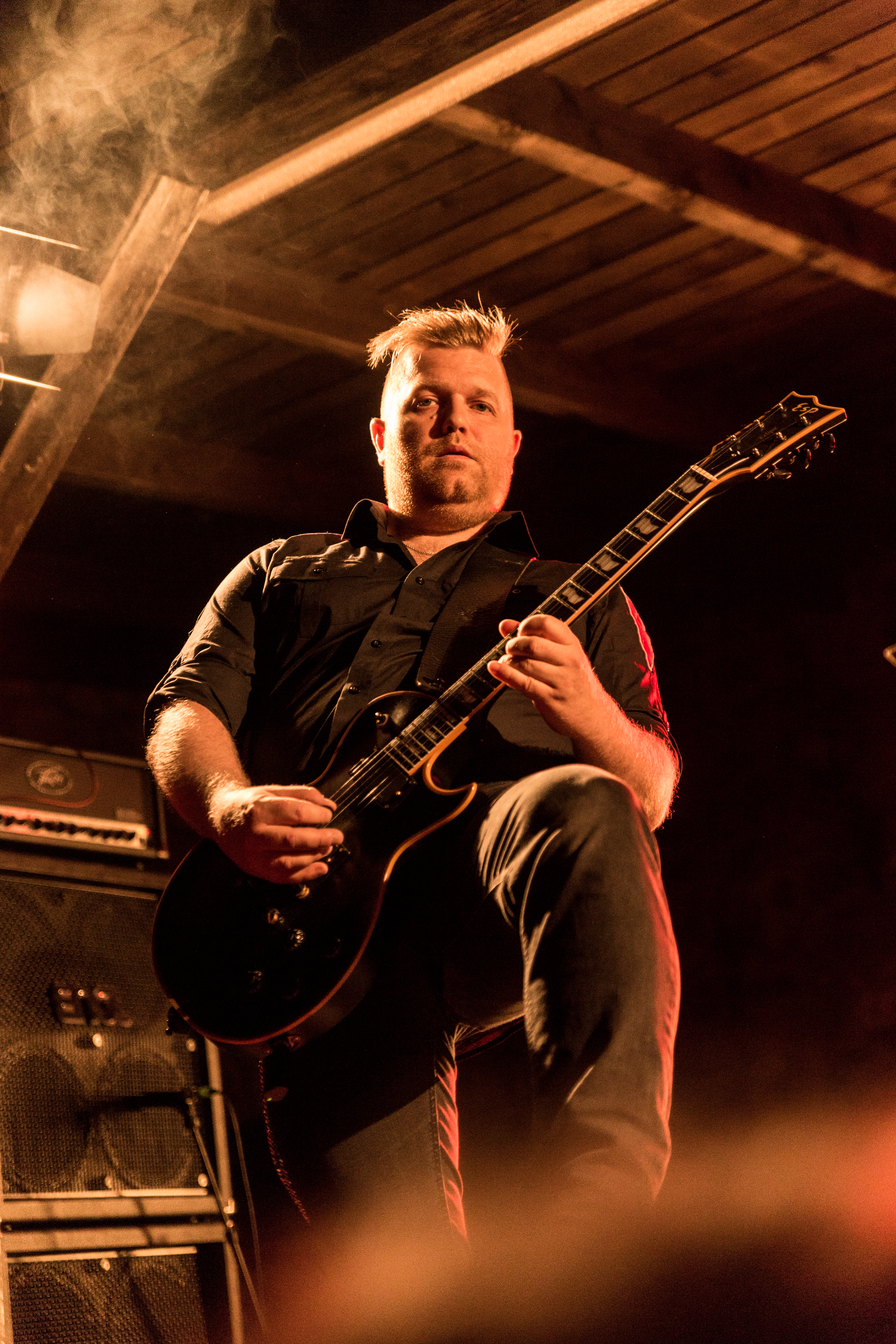
マルクス・アンデ(G) 2017年
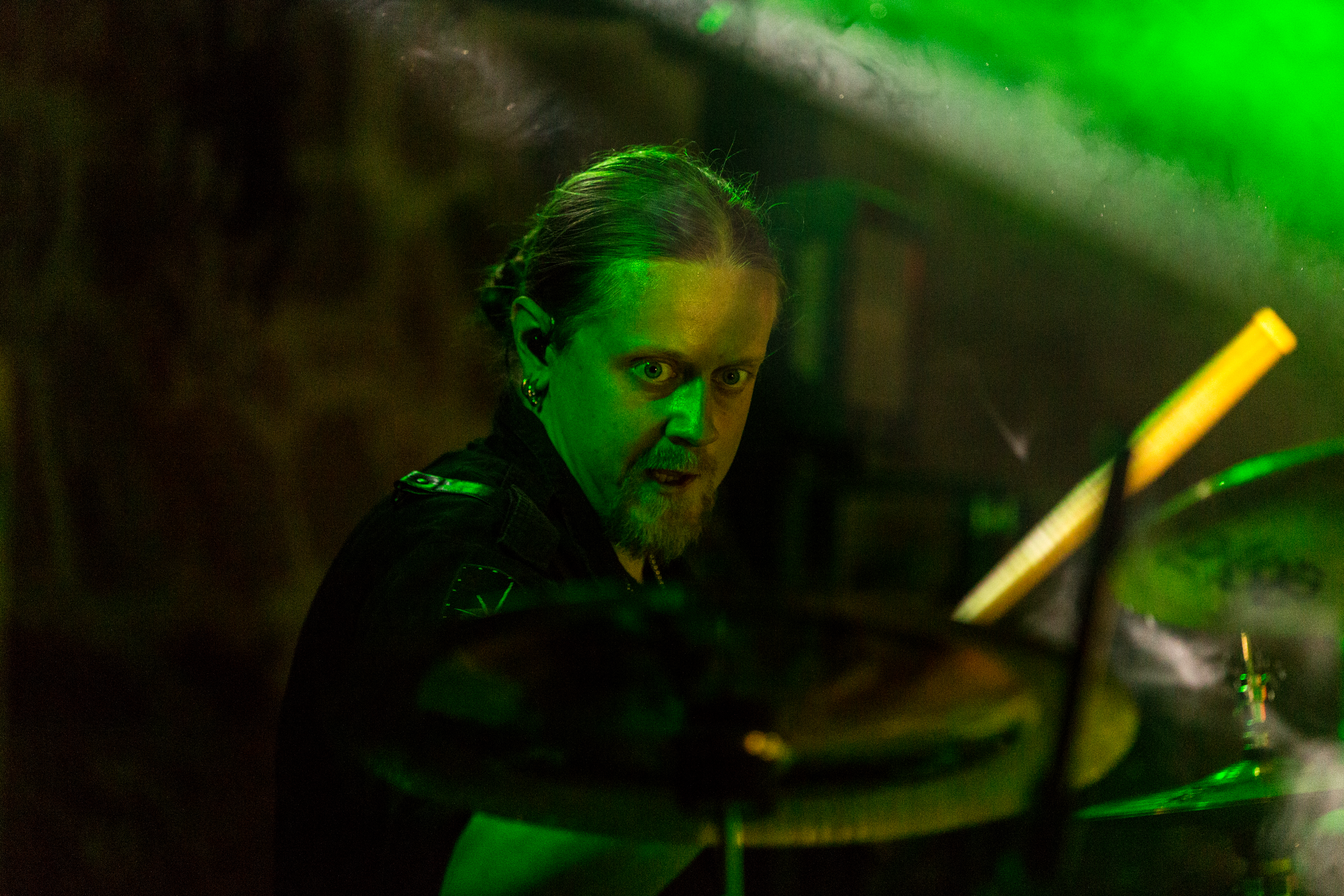
ヤコブ・ハレグレン(Ds) 2017年

### 旧メンバー
- スヴェンネ・ルーセンダール (Svenne "Duva" Rosendal) - ボーカル (1995 - 1996)
- イェオルイオス・カラリス (Georgios Karalis) - ボーカル (1996)
- ヨニー・ラニング (Johnny Wranning) - ボーカル (1996 - 1997)
エボニー・ティアーズ、ドッグ・フェイスド・ゴッズ、アイトラップなどでも活動。
- ヴィクトル・ヘムグレン (Viktor Hemgren) - ボーカル (1998 - 1999)
メイズ・オブ・トーメント、コンストラクデッドでも活動。
- モールテン・マットソン (Mårten "Karbylundssvingen" Matsson) - ボーカル、ギター (1995 - 1996)
加入当初はギター専任。ボーカルを兼任するが短期間で脱退した。
- ヨナス・アルムクイスト (Jonas "Rune" Almquist) - ギター (1995 - 2016)
- ピエール・ヴィルヘルムソン (Pierre Wilhelmsson) - ベース (1995 - 2010)
- ヤンネ・リリェクヴィスト (Janne Liljeqvist) - ヴァイオリン、チェロ、フルート (1998 - 2012)

## ディスコグラフィ

### アルバム
- 1998年 Nordstjärnans tidsålder
- 2000年 Havets vargar
- 2003年 Dödsfärd
- 2005年 Vredens tid
- 2007年 Vargstenen
- 2009年 Nattväsen
- 2013年 Legions of the North
- 2015年 Månegarm
- 2019年 Fornaldarsagor

### EP・シングル
- 2006年 Urminnes hävd - The Forest Sessions (EP)
- 2007年 Genom världar nio (Single)

### コンピレーション
- 2004年 Vargaresa - The Beginning

### デモ
- 1996年 Vargaresa
- 1997年 Ur nattvindar

### DVD
- 2008年 Live in Moscow (Split DVD)